# Cletocamptus fourchensis
Cletocamptus fourchensis is een eenoogkreeftjessoort uit de familie van de Canthocamptidae. De wetenschappelijke naam van de soort is voor het eerst geldig gepubliceerd in 2004 door Gomez, Fleeger, Rocha-Olivares & Foltz.